# Panos Koroneos

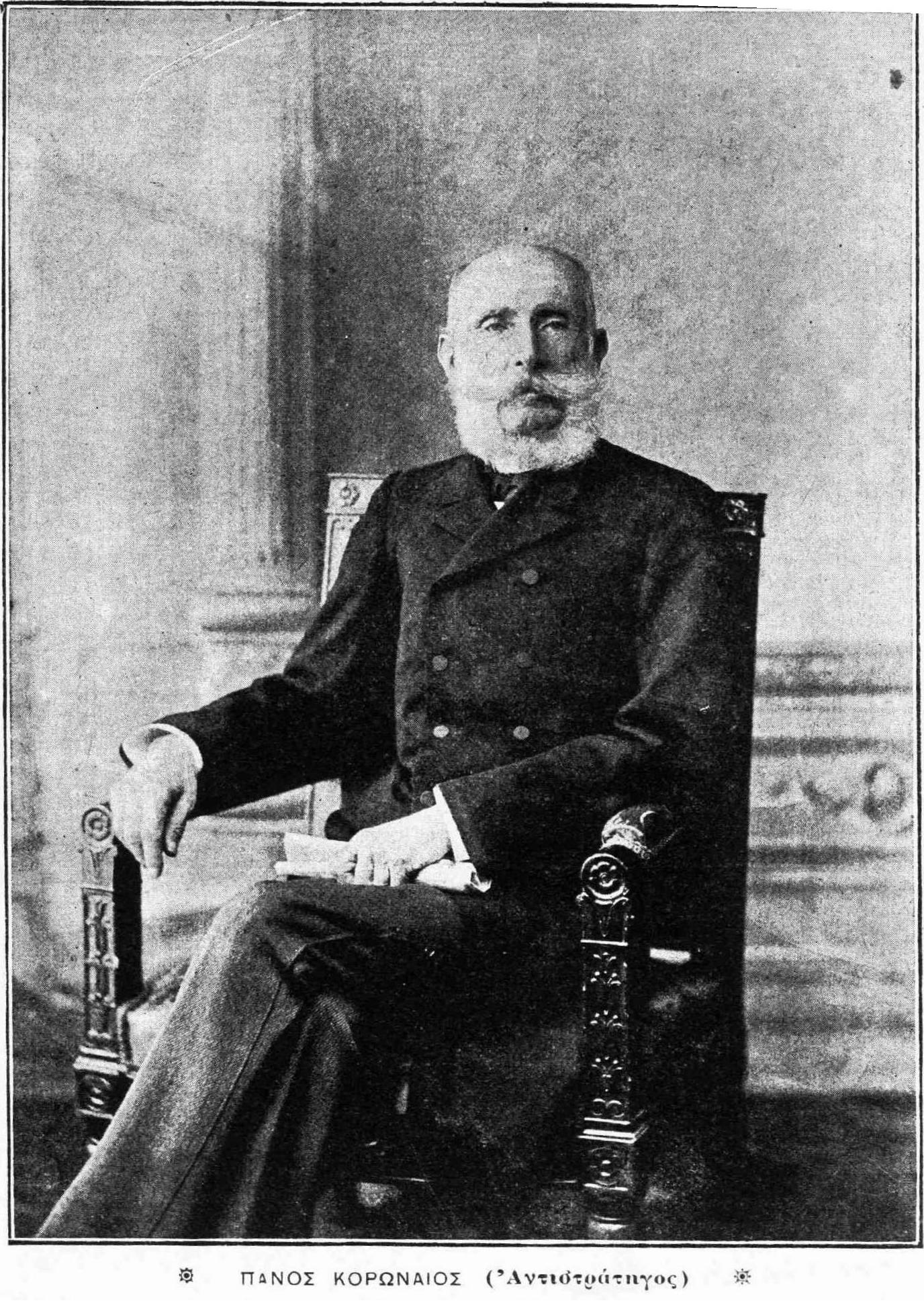
Panos Koroneos in 1899

Panos Koroneos (Grieks: Πάνος Κορωναίος) (Kythira, 1809 – 17 januari 1899) was een Grieks militair en politicus.
Hij groeide op op het Griekse eiland Korfoe en genoot een opleiding aan de Militaire Academie "Evelpidon". Hij heeft deelgenomen aan vele oorlogen en kreeg al evenveel onderscheidingen. Hij werd twee keer minister voor Militaire Aangelegenheden van het Koninkrijk Griekenland. Door de Algemene Assemblee van Kreta werd hij benoemd tot leider der Krijgsverrichtingen van de Divisie Rethymno. Met die leidersfunctie belandde hij dus in Rethimnon in 1866. Zodra kolonel Koroneos in het Arkadi-klooster arriveerde, deelde hij wapens uit, moedigde de opstandelingen aan en ging hij over tot het organiseren en trainen van het vrijwilligerskorps. Hij trachtte het aantal krijgslieden te verhogen door nog meer mannen te rekruteren, om het klooster zo efficiënt mogelijk te verdedigen. Hij concludeerde dat het klooster niet de geschikte plaats was als centrum voor verzetsacties. Omdat hij echter de anderen hier niet van kon overtuigen, is hij ten slotte uit het Arkadi klooster vertrokken. Hij liet zich vervangen door Ioannis Dimakopoulos. Zijn verdere levensloop is niet bekend.